# Mattel Auto Race
Mattel Auto Race（マテル・オート・レース）は、マテル社初のゲーム機で、世界初の完全デジタル携帯型電子ゲーム機である。電源スイッチと操作スイッチ以外可動機構を有さないが、現働個体は僅少である。

## 概要
1976年に発売されて1977年まで販売されているが市場での認知は低く、少し後に発売されたマテル・フットボールは販売数が大きく伸びてこれが最初の携帯型ゲーム機であるとの錯誤も散見する。本機は512バイトのメモリを搭載し、後に類似や模倣商品が多数発売された。

### ゲームプレイ
プレイヤーはゲーム開始時に垂直ダッシュ記号の明るい輝点でスクリーン下部に表示される自車両を操縦し、スクリーン上部のゴールまで4回到達させて勝利を目指す。加減速は4段階でスクリーン左側、左右移動は合計3車線でスクリーン直下、に配置された何れも機械式のトグルスイッチを逐次切り替えて操縦し、他車と接触するとスクリーン下部のスタート地点へ戻されて再度レースへ復帰するまで一定時間待機させられる。スクリーン最上部に表示される2桁タイマーは、プレイヤーのゲーム持ち時間でゲーム開始時に99秒から減算し、0秒までに4回ゴール到達無ければゲーム終了である。
```
_____
 54  
_____
 | | 
i| | 
 | | 
 |i| 
!| | 
 | |i
 | | 
_____
```

上記はゲーム表示スクリーンのほぼ原寸大模写である。| は車線で＿はスタートとゴール地点、 i は他車、 ! はプレイヤーの自車、上部2桁数字はゲームプレイ残り時間である。
宇宙空母ギャラクティカのテレビシリーズに基づく類似ゲームは、プレイヤーはプレイフィールドの下部に留まりながらファイアーボタンで敵を撃破するが、下部中央へ移動させると破壊され負けになる。